# Diversidad sexual en Lituania
Las personas del colectivo LGBT+ en Lituania se enfrentan a ciertos desafíos legales y sociales no experimentados por otros residentes. Las relaciones sexuales consensuales entre personas del mismo sexo fueron despenalizadas en 1993. Sin embargo, la diversidad sexual aún es un tema tabú en la sociedad lituana, la cual es mayormente conservadora y, a pesar de los avances en materia de protección legal contra la discriminación por motivos de orientación sexual en áreas como en el acceso al empleo, la educación, los servicios de salud, entre otros, las personas LGBT+ aún sufren discriminación, persecución y violencia. En 2010 se celebró por primera vez el Día del Orgullo LGBT+ en Vilna.

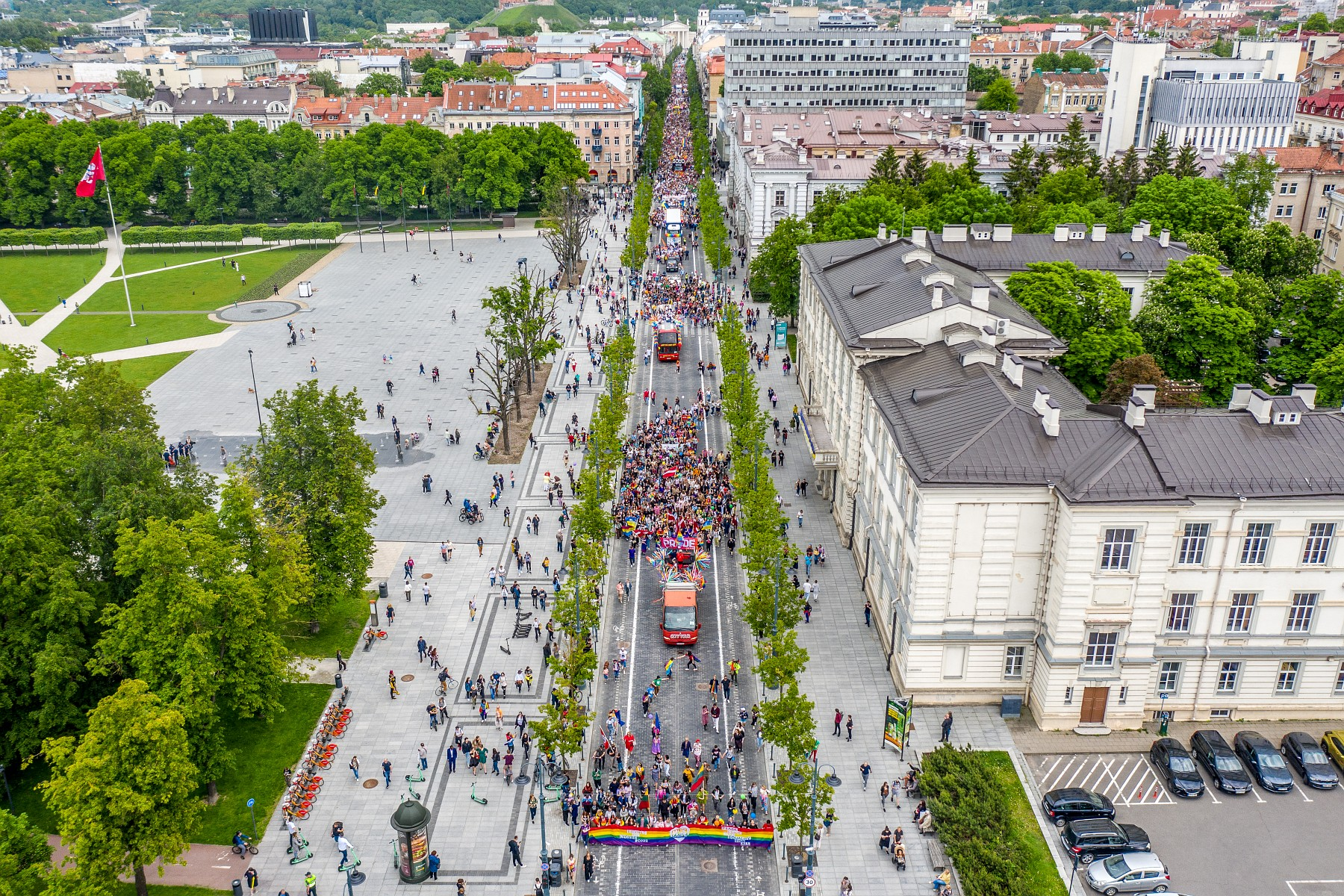

## Legislación y derechos

### Despenalización de la homosexualidad
Tras la independencia de la Unión Soviética, Lituania abolió los artículos 121 y 122(1) de su anterior Código Penal de 1961, despenalizando así las relaciones sexuales consensuales entre personas del mismo sexo. La edad de consentimiento sexual en Lituania es de 18 años, sin importar la orientación sexual.

### Reconocimiento de las parejas del mismo sexo
No existe ningún tipo de reconocimiento hacia las parejas formadas por personas del mismo sexo en forma de matrimonio o de unión civil en Lituania, por ende, el Estado lituano tampoco reconoce a la familia homoparental. En Lituania está prohibido constitucionalmente el matrimonio entre personas del mismo sexo desde 1992, y es improbable que se modifique la constitución en los próximos años para que así se pueda aprobar un proyecto de ley el cual pueda permitir que las parejas del mismo sexo tengan el mismo derecho que las parejas heterosexuales a acceder a las uniones civiles o al matrimonio.
Sin embargo, el 11 de enero de 2019, en cumplimiento del fallo Coman-Hamilton del Tribunal de Justicia de la Unión Europea, el Tribunal Constitucional de Lituania dictaminó que los cónyuges del mismo sexo de residentes lituanos casados en el extranjero deben recibir permisos de residencia.

### Leyes y medidas antidiscriminación

#### Protección laboral
Desde el año 2000, el estado de Lituania cuenta con medidas legales en el ámbito laboral las cuales prohíben la discriminación por motivos de orientación sexual. Sin embargo, las medidas legales existentes son limitadas, ya que solo prohíben la discriminación por motivos de orientación sexual, y no se extienden hasta la identidad y expresión de género.  
Código Penal: El artículo 169 del Código Penal del año 2000, penaliza la discriminación por motivos de orientación sexual. Esta disposición prohíbe la discriminación por orientación sexual en términos generales y, por lo tanto, se aplica al empleo. 
El artículo 169 del Código Penal expresa lo siguiente:

Artículo 169.- Discriminación por motivos de nacionalidad, raza, sexo, ascendencia, religión o pertenencia a otros grupos.
La persona que realice los actos encaminados a obstaculizar, por razón de edad, sexo, orientación sexual, discapacidad, raza, nacionalidad, idioma, ascendencia, condición social, religión, convicciones o puntos de vista, a un grupo de personas o a una persona perteneciente a él para participar, en condiciones de igualdad con otras personas, en actividades políticas, económicas, sociales, culturales, laborales o de otra índole, o en restringir los derechos y libertades de tal grupo de personas o de la persona que pertenezca a él, será castigado con servicios comunitarios o con multa o por restricción de la libertad o por arresto o por pena privativa de libertad hasta por tres años.
Código Penal de Lituania

Código del Trabajo: En el año 2002 se modificaron diversos apartados del Código del Trabajo para reforzar la protección contra la discriminación. El apartado 4 del párrafo 3 del artículo 129 del Código del Trabajo, prohíbe explícitamente la discriminación en el empleo, en particular el despido, por motivos de orientación sexual. En el apartado 4 del párrafo 1 del artículo 2 se especifica que los "sujetos del derecho laboral" serán iguales independientemente de su orientación sexual.
El apartado 4 del párrafo 3 del artículo 129 y el apartado 4 del párrafo 1 del artículo 2 del Código del Trabajo expresan lo siguiente:

Artículo 2.- Principios de la Regulación Jurídica de las Relaciones Laborales.
1. La regulación de las relaciones a que se refiere el artículo 1 de este Código se sujetará a los siguientes principios:
4) Igualdad de los sujetos del derecho laboral independientemente de su género, orientación sexual, raza, nacionalidad, idioma, origen, ciudadanía y condición social, religión, estado civil y familiar, edad, creencias u opiniones, pertenencia a partidos políticos y organizaciones públicas, factores que no están relacionados con las cualidades profesionales del empleado.
Artículo 129. Terminación de un contrato de trabajo por iniciativa de un empleador sin culpa alguna por parte de un empleado.
3. No será motivo legítimo para terminar la relación laboral:
4) Género, orientación sexual, raza, nacionalidad, idioma, origen, ciudadanía y condición social, creencia, estado civil y familiar, convicciones o puntos de vista, pertenencia a partidos políticos y organizaciones públicas.
Código del Trabajo de Lituania

Ley de igualdad de trato: La protección existente contra la discriminación por motivos de la orientación sexual en el ámbito laboral, se ve reforzada por los artículos 1(1), 2, 5 y 7 de la Ley de igualdad de trato.
Los artículos 1(1), 2, 5 y 7 de la Ley de igualdad de trato expresan lo siguiente:

Artículo 1.- Objeto de la Ley.
1. El propósito de esta Ley es garantizar la implementación de los derechos humanos establecidos en la Constitución de la República de Lituania, y prohibir cualquier discriminación directa o indirecta basada en la edad, orientación sexual, discapacidad, origen racial o étnico, religión o creencias.
Artículo 2. Definiciones básicas de esta Ley.
1. La igualdad de trato significa la implementación de los derechos humanos, que están establecidos en los documentos internacionales sobre derechos humanos y de los ciudadanos y en las leyes de la República de Lituania, independientemente de la edad, orientación sexual, discapacidad, origen racial o étnico, religión , creencias y otros motivos establecidos en los acuerdos internacionales o leyes de la República de Lituania.
2. Se entiende por violación de la igualdad de trato la discriminación directa o indirecta por razón de edad, orientación sexual, discapacidad, origen racial o étnico, religión o creencias.
3. Se entenderá que existe discriminación directa cuando, en razón de la edad, la orientación sexual, la discapacidad, el origen racial o étnico, la religión o las creencias de una persona, una persona reciba un trato menos favorable que el que recibe, recibe o recibiría otro en un situación comparable, salvo los siguientes casos previstos por las leyes:
1) restricciones por motivos de edad;
2) requisito de conocer el idioma del Estado;
3) prohibición de participar en actividades políticas;
4) diferentes derechos aplicados sobre la base de la ciudadanía;
5) medidas especiales aplicadas en el ámbito de la salud, la seguridad en el trabajo, el empleo, el mercado de trabajo, procurando crear y aplicar condiciones y oportunidades que garanticen y promuevan la integración de los discapacitados en el entorno laboral;
6) medidas especiales temporales aplicadas con el fin de garantizar la igualdad y obstaculizar la violación de la igualdad de trato por motivos de edad, orientación sexual, discapacidad, etnia racial, religión o creencias;
7) cuando por el carácter de determinados tipos de actividad profesional o por las condiciones de su ejecución, una determinada característica humana sea el requisito profesional habitual y determinante, y esta finalidad sea lícita y el requisito sea adecuado.
4. Se entenderá que existe discriminación indirecta cuando una acción o inacción, norma jurídica o criterio de valor, disposición o práctica visiblemente neutra, sean formalmente iguales, pero en su aplicación o adaptación, una restricción efectiva del uso de los derechos o de la prestación de privilegios, prioridad o ventaja para personas de cierta edad, cierta orientación sexual, discapacidad, origen racial o étnico, religión o creencias pueden, hacen o podrían surgir.
5. Se considerará conducta indeseable (discriminación) el acoso, cuando por motivos de edad, orientación sexual, discapacidad, origen racial o étnico, religión o creencias se pretenda vulnerar o vulneren la dignidad de una persona y se procure crear o crea un entorno intimidatorio, hostil y degradante u ofensivo.
6. La instrucción de discriminar por motivos de edad, orientación sexual, discapacidad, origen racial o étnico, religión o creencias de una persona constituirá discriminación, que se define en el párrafo 3 de este artículo.
Artículo 5.- Deber del empleador de implantar la igualdad de trato en el trabajo, en la función pública.
Al implementar la igualdad de trato, el empleador, independientemente de la edad, orientación sexual, discapacidad, origen racial o étnico, religión o creencias de la persona, debe:
1) Aplicar la igualdad de criterios de contratación y condiciones de empleo al emplear o incorporar al servicio público, salvo en los casos previstos en los incisos 1, 2, 3, 4 y 5 del apartado 3 del artículo 2 de esta Ley;
2) Proporcionar igualdad de condiciones de trabajo y servicio público, oportunidades para mejorar las calificaciones, buscar una formación profesional más avanzada, reciclarse, adquirir experiencia laboral práctica y otorgar iguales beneficios;
3) Emplear criterios de igualdad en la evaluación del trabajo y desempeño de los servidores públicos;
4) Aplicar criterios de evaluación del despido del trabajo y de la función pública;
5) Proporcionar igual salario por igual trabajo o trabajo de igual valor;
6) Tomar medidas para prevenir el hostigamiento de un empleado o servidor público;
7) Tomar medidas para prevenir el acoso sexual de un empleado o servidor público;
8) Tomar medidas para prevenir la persecución de un empleado o servidor público, que presentó una denuncia por discriminación para protegerlo de comportamientos hostiles y consecuencias negativas;
9) Tomar las medidas apropiadas para proporcionar las condiciones para que los discapacitados obtengan trabajo, trabajen, hagan una carrera o estudien, siempre que las obligaciones del empleador no se vean sobrecargadas de manera desproporcionada.
Artículo 7.- Actos del empleador que violan la igualdad de trato.
Se considerará que los actos de un empleador violan la igualdad de trato, si debido a la edad, orientación sexual, discapacidad, origen racial o étnico, religión o creencias de una persona:
1) Aplica condiciones menos (más) favorables de empleo o contratación para el servicio público;
2) Ofrece remuneración diferente por trabajo igual o trabajo de igual valor;
3) En la organización del trabajo o servicio público, genere peores (mejores) condiciones de trabajo, servicio, calificación o formación profesional, readiestramiento y adquisición de experiencia laboral para un empleado o servidor público;
4) Imponga una sanción a un empleado o servidor público, cambie las condiciones de trabajo o de servicio público, lo traslade a otro trabajo, cargo, rescinda el contrato de trabajo o lo despida del servicio público;
5) Persiga al empleado o servidor público, que haya interpuesto una denuncia por discriminación, no tome medidas, para proteger al empleado o servidor público de conductas hostiles o consecuencias negativas.
Ley de Igualdad de Trato

#### Protección amplia
Desde el año 2000, el estado de Lituania cuenta con varias medidas legales las cuales prohíben la discriminación por motivos de orientación sexual de forma amplia (acceso a la educación, los servicios de salud, etc). No obstante, todas las medidas legales vigentes contra la discriminación, solo otorgan protección por motivos de la orientación sexual, no se extienden hasta la identidad y expresión de género.   
Código Penal: El artículo 169 del Código Penal del año 2000, penaliza la discriminación por motivos de orientación sexual en las actividades políticas, económicas, sociales, culturales, laborales y de otro tipo.  
El artículo 169 del Código Penal expresa lo siguiente:

Artículo 169.- Discriminación por motivos de nacionalidad, raza, sexo, ascendencia, religión o pertenencia a otros grupos.
La persona que realice los actos encaminados a obstaculizar, por razón de edad, sexo, orientación sexual, discapacidad, raza, nacionalidad, idioma, ascendencia, condición social, religión, convicciones o puntos de vista, a un grupo de personas o a una persona perteneciente a él para participar, en condiciones de igualdad con otras personas, en actividades políticas, económicas, sociales, culturales, laborales o de otra índole, o en restringir los derechos y libertades de tal grupo de personas o de la persona que pertenezca a él, será castigado con servicios comunitarios o con multa o por restricción de la libertad o por arresto o por pena privativa de libertad hasta por tres años.
Código Penal de Lituania

Ley de Igualdad de Trato: La protección legal amplia contra la discriminación se ve reforzada con los artículos 1 y 2 de la Ley de Igualdad de Trato, vigente desde el 2005, en la cual se prohíbe la discriminación directa e indirecta por motivos de orientación sexual. La ley se aplica a la educación (artículos 4 y 8), el empleo (artículos 5 y 7), la protección de los consumidores (artículos 6 y 9), entre otras esferas. 
Algunos de los artículos de la Ley de Igualdad de Trato expresan lo siguiente:

Artículos 4 y 8 (Protección en instituciones educativas).

Artículo 4.- Deber de las Instituciones Educativas, Científicas y Académicas de Implementar la Igualdad de Trato:
1. Las instituciones educativas, científicas y académicas deben garantizar la igualdad de condiciones de las personas con independencia de su edad, orientación sexual, discapacidad, origen racial o étnico, religión o creencias cuando:
1) Admisión a escuelas de educación general, instituciones vocacionales, colegios y escuelas universitarias y cursos de actualización, readiestramiento y otros;
2) Otorgar becas de estudio y otorgar préstamos para estudios;
3) Elaborar, redactar, aprobar y también seleccionar los planes de estudios;
4) Evaluación de conocimientos.
2. Las instituciones educativas y las instituciones científicas y académicas, y las que lleven a cabo los programas de educación informal de adultos deberán, en el ámbito de sus competencias, velar por que en los planes de estudios y libros de texto no exista discriminación o propagación de la discriminación por razón de la condición de persona, edad, orientación sexual, discapacidad, origen racial o étnico, religión o creencias.
Artículo 8.- Actos de Instituciones Educativas, Científicas y Académicas, Violantes de la Igualdad de Trato.
Se considerará que los actos de las instituciones educativas, científicas y académicas violan la igualdad de trato si debido a la edad, orientación sexual, discapacidad, origen racial o étnico, religión o creencias de una persona:
1) Se aplican diferentes requisitos y condiciones para la aceptación de admisión a aprender o estudiar, para la elaboración, redacción, aprobación y selección de planes de estudio y evaluación de conocimientos;
2) Se establecen diferentes oportunidades para la elección de las materias a impartir;
3) Se otorgan becas de estudio y se otorgan préstamos para estudios;
4) Un alumno o estudiante de instituciones educativas, científicas e instituciones académicas, que haya presentado una denuncia por discriminación, esté siendo perseguido y no se tomen medidas para proteger al alumno o estudiante de conductas hostiles, humillación de su honor y dignidad o de consecuencias negativas que puedan derivarse de él.
Artículos 5 y 7 (Protección laboral).
Artículo 5.- Deber del empleador de implantar la igualdad de trato en el trabajo, en la función pública.
Al implementar la igualdad de trato, el empleador, independientemente de la edad, orientación sexual, discapacidad, origen racial o étnico, religión o creencias de la persona, debe:
1) Aplicar la igualdad de criterios de contratación y condiciones de empleo al emplear o incorporar al servicio público, salvo en los casos previstos en los incisos 1, 2, 3, 4 y 5 del apartado 3 del artículo 2 de esta Ley;
2) Proporcionar igualdad de condiciones de trabajo y servicio público, oportunidades para mejorar las calificaciones, buscar una formación profesional más avanzada, reciclarse, adquirir experiencia laboral práctica y otorgar iguales beneficios;
3) Emplear criterios de igualdad en la evaluación del trabajo y desempeño de los servidores públicos;
4) Aplicar criterios de evaluación del despido del trabajo y de la función pública;
5) Proporcionar igual salario por igual trabajo o trabajo de igual valor;
6) Tomar medidas para prevenir el hostigamiento de un empleado o servidor público;
7) Tomar medidas para prevenir el acoso sexual de un empleado o servidor público;
8) Tomar medidas para prevenir la persecución de un empleado o servidor público, que presentó una denuncia por discriminación para protegerlo de comportamientos hostiles y consecuencias negativas;
9) Tomar las medidas apropiadas para proporcionar las condiciones para que los discapacitados obtengan trabajo, trabajen, hagan una carrera o estudien, siempre que las obligaciones del empleador no se vean sobrecargadas de manera desproporcionada.
Artículo 7.- Actos del empleador que violan la igualdad de trato.
Se considerará que los actos de un empleador violan la igualdad de trato, si debido a la edad, orientación sexual, discapacidad, origen racial o étnico, religión o creencias de una persona:
1) Aplica condiciones menos (más) favorables de empleo o contratación para el servicio público;
2) Ofrece remuneración diferente por trabajo igual o trabajo de igual valor;
3) En la organización del trabajo o servicio público, genere peores (mejores) condiciones de trabajo, servicio, calificación o formación profesional, readiestramiento y adquisición de experiencia laboral para un empleado o servidor público;
4) Imponga una sanción a un empleado o servidor público, cambie las condiciones de trabajo o de servicio público, lo traslade a otro trabajo, cargo, rescinda el contrato de trabajo o lo despida del servicio público;
5) Persiga al empleado o servidor público, que haya interpuesto una denuncia por discriminación, no tome medidas, para proteger al empleado o servidor público de conductas hostiles o consecuencias negativas.
Artículos 6 y 9 (Protección de los consumidores).
Artículo 6.- Implementación de la Igualdad de Trato en el Ámbito de la Protección al Consumidor Al implementar la igualdad de trato, el vendedor, fabricante de bienes o proveedor de servicios, independientemente de la edad, orientación sexual, discapacidad, origen racial o étnico, religión o creencias de una persona, debe:
1) Crear las mismas condiciones para que todos los consumidores, independientemente de su edad, orientación sexual, discapacidad, origen racial o étnico, religión o creencias, obtengan los mismos productos, bienes y servicios, incluida la provisión de vivienda y la aplicación de condiciones y garantías iguales de remuneración por los mismos productos, bienes y servicios y los de igual valor.
2) Al brindar información sobre productos, bienes y servicios o publicitarlos, asegurarse de que no exista humillación, desprecio, restricción de derechos u otorgamiento de privilegios por motivos de edad, orientación sexual, discapacidad, origen racial o étnico, religión o creencias y ninguna formación de opinión pública sobre la superioridad o inferioridad de una persona por este último motivo.

Artículo 9.- Actos del Vendedor, Fabricante de Bienes o Prestador de Servicios, Violando la Igualdad de Trato.
Se considerará que las acciones del vendedor, fabricante de bienes o proveedor de servicios violan la igualdad de trato, si debido a la edad, orientación sexual, discapacidad, origen racial o étnico, religión o creencias de una persona:
1) Se establecen diferentes condiciones para obtener los mismos productos, bienes y servicios, incluida la provisión de vivienda, se aplican diferentes condiciones de pago o garantías para los mismos productos, bienes y servicios y se brindan aquellos de igual valor o diferentes oportunidades para elegir bienes. o servicio;
2) Al brindar información sobre productos, bienes y servicios, o publicitarlos, se forma la opinión pública de que una persona de determinada edad, de determinada orientación sexual, discapacidad, origen racial o étnico, religión o creencias, es superior o inferior a el otro.
Ley de Igualdad de Trato

Ley sobre los Derechos de los Pacientes y la Indemnización por los Daños Causados a su Salud: El artículo 1(2) de esta ley, vigente desde el 2010, refuerza la protección contra la discriminación en el área del sistema de salud.
El apartado 2 del artículo 1 de la Ley sobre los Derechos de los Pacientes y la Indemnización por los Daños Causados a su Salud expresa lo siguiente:

Articulo 1.- Objeto de la ley.
1. Esta ley establece los derechos y obligaciones del paciente, las peculiaridades de la representación del paciente, los motivos para el examen de las quejas del paciente y la indemnización del daño causado a su salud.
2. Esta ley se fundamenta en la disposición de que la relación entre el paciente y los profesionales sanitarios y las instituciones sanitarias se basa en los siguientes principios:
1) Respeto mutuo, comprensión y asistencia;
2) garantizar los derechos de los pacientes de acuerdo con las condiciones de atención en salud reconocidas de acuerdo con el procedimiento establecido por el Estado;
3) la prohibición de restringir los derechos del paciente por motivos de sexo, edad, raza, nacionalidad, nacionalidad, idioma, origen, condición social, religión, creencia, opinión, orientación sexual, discapacidad genética u otros motivos, salvo en los casos previstos por la ley, sin perjuicio de los principios generales de derechos humanos.

### Leyes y medidas restrictivas

#### Restricciones a la libertad de expresión
En el 2009, el Parlamento aprobó la Ley No. XI-594 (en vigor desde marzo de 2010) la cual incluyó "la propagación de las relaciones homosexuales" en la lista de información "perjudicial para los menores" en virtud de la Ley de Protección de los Menores contra los Efectos Perjudiciales de la Información Pública (Ley No. IX-1067, vigente desde el año 2002). El párrafo 16 del artículo 4.2 de la ley dispone que "la información que desprecie los valores de la familia, promueva un concepto diferente del matrimonio y de la formación de la familia" al establecido en la legislación de Lituania afecta negativamente a los menores. La ley tiene por objeto prohibir la difusión de información que promueva "las relaciones homosexuales, bisexuales o polígamas".
En 2014, esta ley fue utilizada para censurar un spot contra la homofobia por considerarlo "perjudicial para los menores". Igualmente en 2014, esta ley fue utilizada por el Inspector de Ética Periodística para calificar dos cuentos para niños como promoción de la tolerancia hacia las parejas del mismo sexo y en detrimento de les menores y propagación de la homosexualidad. En 2020, el Tribunal Europeo de Derechos Humanos comunicó este último caso a las autoridades lituanas.
Intentos de restringir aún más el contenido relacionado con el colectivo LGBT e incluir en el Código de Infracciones Administrativas disposiciones específicas contra la "promoción pública de las relaciones homosexuales" o la difusión de información que infrinja los valores familiares constitucionales fracasaron en el 2010, 2014 y 2015.

### Leyes sobre crímenes de odio e incitación al odio
Crímenes de odio
El párrafo 12 del artículo 60 del Código Penal del año 2000, dispone que la comisión de un delito de expresión de odio por motivos de orientación sexual es una circunstancia agravante. Esta medida legal es limitada, ya que solo se tipifican los crímenes de odio que estén motivados por la orientación sexual, excluyendo los crímenes de odio motivados por la identidad y expresión de género.
El párrafo 12 del artículo 60 del Código Penal expresa lo siguiente:

Artículo 60.- Circunstancias Agravantes.
1. Se considerarán circunstancias agravantes las siguientes:
12) El hecho se ha cometido con el fin de expresar odio hacia un grupo de personas o una persona perteneciente al mismo por motivos de edad, sexo, orientación sexual, discapacidad, raza, nacionalidad, idioma, ascendencia, condición social, religión, convicciones o puntos de vista.
Código Penal de Lituania

Incitación al odio
El artículo 1 de la Ley No.XI-330 (emitida en 2009), modificó el artículo 170 del Código Penal, artículo el cual tipifica como delito la incitación al odio, la violencia o la discriminación para incluir a la orientación sexual como motivo del delito. El artículo 2 de la misma ley añadió el artículo 170-1 que tipifica como delito la creación o la participación en un grupo u organización que discrimine a un grupo de personas por su orientación sexual. Estas medidas legales son limitadas, ya que solo se tipifica la incitación al odio que este motivada por la orientación sexual, excluyendo la incitación al odio que este motivada por la identidad y expresión de género.
Los artículos 170 y 170(1) del Código Penal expresan lo siguiente:

Artículo 170. Incitación contra Cualquier Grupo Nacional, Racial, Étnico, Religioso o de Otro Tipo de Personas.
1. El que, con fines de distribución, produzca, adquiera, envíe, transporte o almacene los artículos que ridiculicen, expresen desprecio, inciten al odio o inciten a la discriminación de un grupo de personas o de una persona perteneciente a él por razón de edad, sexo, orientación sexual, discapacidad, raza, nacionalidad, idioma, ascendencia, condición social, religión, convicciones o puntos de vista o que inciten a la violencia, un trato físico violento de tal grupo de personas o de la persona perteneciente al mismo o los distribuya será castigado con una multa o por restricción de libertad o por arresto o por pena privativa de libertad por el término de hasta un año.
2. La persona que ridiculice públicamente, manifieste desprecio, incite al odio o incite a la discriminación de un grupo de personas o de una persona perteneciente a él por razón de edad, sexo, orientación sexual, discapacidad, raza, nacionalidad, idioma, ascendencia, condición social , la religión, las convicciones o las opiniones serán castigados con una multa o con la restricción de la libertad o con la detención o con la pena privativa de libertad por un período de hasta dos años.
3. La persona que incite públicamente a la violencia o al trato físico violento de un grupo de personas o de una persona perteneciente a él por razón de edad, sexo, orientación sexual, discapacidad, raza, nacionalidad, idioma, ascendencia, condición social, religión, convicciones o opine o financie o de otra forma apoye tales actividades será castigado con una multa o restricción de libertad o con arresto o pena privativa de libertad por un período de hasta tres años.
4. La persona jurídica también responde por los actos previstos en este artículo.
Artículo 170(1). Creación y Actividades de los Grupos y Organizaciones encaminados a Discriminar a un Grupo de Personas o Incitar en su contra.
1. La persona que crea un grupo de cómplices o un grupo organizado u organización con el objetivo de discriminar a un grupo de personas por motivos de edad, sexo, orientación sexual, discapacidad, raza, nacionalidad, idioma, ascendencia, condición social, religión, convicciones o opine o incite en su contra o participe en las actividades de tal grupo u organización o financie o apoye de otro modo a tal grupo u organización será castigado con una multa o restricción de la libertad o arresto o pena privativa de libertad por un período de hasta a un año.
2. La persona jurídica también será responsable de los actos previstos en este artículo.
Código Penal de Lituania

## Condiciones sociales

### Sociedad
A pesar de que no existen encuestas nacionales de amplio alcance sobre la situación de las personas LGBT en Lituania, varios estudios y sondeos de opinión internacionales indican que el país sigue teniendo una de las sociedades más hostiles con las personas del colectivo LGBT. Lituania sigue siendo una de las cinco jurisdicciones de la Unión Europea en las que las relaciones entre personas del mismo sexo y las familias formadas por ellas no cuentan con ninguna clase de reconocimiento legal.

### Transexualidad
Mientras que, en la legislación lituana, la orientación sexual es objeto de protección, no ocurre lo mismo con la identidad y/o la expresión de género. En otras palabras, en Lituania la discriminación y los incidentes violentos contra las personas transexuales no se clasifican técnicamente como delitos punibles. Del mismo modo, la legislación tampoco ampara a las personas intersexuales, ya que no reconoce las características sexuales o la condición de intersexual como ámbito de aplicación.
Lituana carece de un procedimiento administrativo para el reconocimiento jurídico del género y para la reasignación clínica de género. A pesar de que el Artículo 2 (apartado 27) del Código Civil establece que "una persona natural soltera mayor de edad tiene derecho al cambio de designación de sexo en caso de que este sea factible desde el punto de vista médico", la legislación que permite su aplicación práctica nunca se ha aprobado.
En 2007, el Tribunal Europeo de Derechos Humanos (TEDH) emitió su fallo en la causa L. contra Lituania. En él indicaba que el actual vacío legal constituye una violación del derecho a la vida privada. Basándose en observaciones de diversas organizaciones de la sociedad civil, en septiembre de 2014, el Comité de Ministros del Consejo de Europa aplicó el procedimiento de supervisión mejorado con vistas a aplicar la sentencia. A pesar de que han pasado 12 años desde la adopción de la sentencia del TEDH,  las autoridades lituanas siguen sin adoptar ninguna medida legal dirigida a facilitar los procedimientos de reasignación de género.
Esta situación crítica ha mejorado sustancialmente desde abril de 2017, cuando los tribunales del país empezaron a conceder el reconocimiento del género legal sin el requisito de una operación de reasignación de género obligatoria, cuya consecuencia es la esterilización. Desde 2017, los tribunales, con la asistencia legal de la organización nacional en favor de los derechos LGBT, han rectificado o están rectificando los documentos de identidad de alrededor de 20 personas transexuales sin necesidad de que estas se sometan a una intervención quirúrgica obligatoria.